# Zamenis
Zamenis Wagler, 1830 è un genere di serpenti della famiglia dei Colubridi.

## Etimologia
Il nome generico deriva dal greco antico: ζα?, za ("molto, grande") e μένος, ménos ("forza"), riferendosi alle dimensioni caratteristiche.

## Tassonomia
Il genere comprende le seguenti specie:
- Zamenis hohenackeri (Strauch, 1873) -
- Zamenis lineatus (Camerano, 1891) - saettone occhirossi
- Zamenis longissimus (Laurenti, 1768) - colubro di Esculapio o saettone
- Zamenis persicus (Werner, 1913) -
- Zamenis situla (Linnaeus, 1758) - colubro leopardino